# 1923 في الأرجنتين
فيما يلي قوائم الأحداث التي وقعت خلال عام 1923 في الأرجنتين.

## كتب
من الكتب التي صدرت هذه السنة في الأرجنتين:
- 1 يناير – حماس بوينس آيرس من تأليف خورخي لويس بورخيس.

## مواليد

### يناير
- 21 يناير – ألبرتو دي مندوزا

### يونيو
- 7 يونيو – كارلوس طومسون

### يوليو
- 12 يوليو – روني فافالورو طبيب أرجنتيني.

### سبتمبر
- 21 سبتمبر – ماريو بونخي

## وفيات

### يناير
- 1 يناير – دنكان ستيوارت (مواليد 1833) سياسي أوروغواياني.